# Салтыков, Пётр Алексеевич
Пётр Алексе́евич Салтыко́в (1767—1792) — русский военный, полковник.

## Биография
Родился 29 июня 1767 года. Сын генерал-майора Алексея Ивановича Салтыкова и княжны Екатерины Борисовны, урожденной Голицыной. Племянник графа Николая Ивановича Салтыкова, воспитателя цесаревичей Александра и Константина Павловичей.
Владел унаследованным от отца имением Ивановское в Сычёвском уезде Смоленской губернии. После смерти имение отошло к дяде.
Умер 31 октября 1792 года. Был похоронен на Лазаревском кладбище в Петербурге. Медная золоченая доска-оковка, выполненная в технике выколотки и предназначенная для покрытия каменной надгробной плиты, в 1955 году была перенесена с памятника на Лазаревском кладбище в Лазаревскую усыпальницу Александро-Невской лавры.

## Награды
- Награждён орденом Св. Георгия 3-й степени (№ 97, 28 июня 1792).
- Также был награждён другими орденами Российской империи.